# Babylon Health
Babylon Health ist ein 2013 in London gegründeter Gesundheitsdienstleister, der über seine mobile Anwendung Fernkonsultationen mit Ärzten und Angehörigen der Gesundheitsberufe per Text- und Videomitteilung anbietet.
Die Babylon-App enthält einen Chatbot zur Symptomprüfung, der darauf abzielt, Patienten anhand der beschriebenen Symptome relevante Gesundheitsinformationen zur Verfügung zu stellen. Die in London und Birmingham als alternative zum klassischen NHS Hausarztmodell angebotene „Babylon GP at hand“-Dienstleistung, welche zudem Videochats mit medizinischem Fachpersonal anbietet, zählt im Jahr 2019 über 40'000 registrierte Patienten.
Die „App Babylon Health“ ist mit eingeschränktem Funktionsumfang auch außerhalb Großbritanniens verfügbar.

## Geschichte
Das Unternehmen wurde 2013 von Ali Parsa in London gegründet. Babylon Holdings Limited ist eine Holdinggesellschaft, die den Technologiezweig Babylon Partners Limited und den Gesundheitsdienstleistungszweig Babylon Health Services Ltd. besitzt.
Babylon Partners verlor 2016 12,9 Mio. GBP und 2017 23,3 Mio. GBP.
Im Jahr 2014 wurde Babylon Health Services Ltd. als erster Dienst seiner Art bei der Care Quality Commission, der Aufsichtsbehörde und Inspektorin für Gesundheitsdienste in England, registriert.
Im Januar 2016 erhielt Babylon mit 25 Millionen US-Dollar die bis dahin höchste eingeworbene Finanzierung für ein digitales Gesundheitsunternehmen in Europa. Zu den Investoren zählen Hoxton Ventures, Kinnevik AB sowie die Gründer von Google DeepMind. Im August 2019 wurden bei einer neuen Finanzierungsrunde 550 Millionen US-Dollar eingebracht, um die Fähigkeiten der künstlichen Intelligenz der Babylon Software weiterzuentwickeln. Der Aktiengegenwert entspricht einer Bewertung des Unternehmens von über 2 Milliarden US-Dollar. Nach Unternehmensangaben werden im Jahr 2019 rund 4000 medizinische Konsultationen pro Tag angeboten.
Babylon Health hat 2016 mit der Regierung von Ruanda einen Vertrag über 10 Jahre abgeschlossen zur Unterstützung des staatlichen Gesundheitssystems abgeschlossen.

## Kritik
Die Zuverlässigkeit des auf künstlicher Intelligenz beruhenden Diagnosesystems wird infrage gestellt. Des Weiteren wird eine Schwächung der Gesundheitsversorgung in Großbritannien befürchtet wobei auch unlautere Werbemethoden bemängelt werden.